# حي الغيضة (المهرة)
حي الغيضة هو أحد أحياء مديرية الغيضة في محافظة المهرة اليمنية. يبلغ تعداد سكانه 8805 نسمة حسب التعداد السكاني في اليمن لعام 2004.